# Kurt Lewy
Kurt Lewy (Essen, 1898 - Freiburg, 1963) was een Duits-Belgisch emailleur en kunstschilder. Als schilder wordt hij gerekend tot de modernisten.

## Levensloop
Lewy werd geboren in een welgestelde joodse familie. Hij volgde een grafische opleiding en daarna voor een opleiding in de emailleerkunst. Hij gaf van 1929 tot 1933 les in grafische technieken aan de Folkwang Schule en werkte als ontwerper van juwelen en siervoorwerpen tot hij in 1935 Duitsland moest ontvluchten. Hij vestigde zich in Brussel. Na het uitbreken van de Tweede Wereldoorlog werd Lewy als Duits staatsburger geïnterneerd, eerst in het kamp van Saint-Cyprien en daarna in het kamp van Gurs. Hij wist te ontsnappen en keerde terug naar Brussel waar hij onderdook voor de Duitse bezetter. In juni 1944 werd hij gearresteerd en kwam hij terecht in de Dossinkazerne te Mechelen. De bevrijding volgde voor hij kon worden gedeporteerd. In 1951 werd Lewy genaturaliseerd tot Belg. In 1952 kreeg hij een eerste solotentoonstelling voor zijn schilderijen.

## Schilderwerken
Lewy werkte in eerste instantie in een figuratieve stijl. Hij streefde een evenwicht na tussen vormen en kleurwaarden. Vanaf 1952 schakelde hij over op een abstracte stijl, die hij uitwerkte op email.

### Selectie
- Prikkeldraad (1947), een compositie met planken, golfplaat, een leeg blik en een lege fles, en op de achtergrond doornstruiken op een grauwe vloer met een vale lucht. Als reactie op de chaotische en vernielzuchtige wereld streefde Lewy rust en rationaliteit na in zijn werk. Daarom verwerkte hij zijn ervaringen in de interneringskampen zonder macabere of schreeuwerige taferelen.[1]